# The Godfather: The Game
The Godfather: The Game és un videojoc llançat l'any 2006 basat en «El Padrí» la pel·lícula del mateix nom del 1972. El videojoc destaca perquè molts dels actors del film van prestar les seves veus per al videojoc. Incloent a Marlon Brando com a Don Vito Corleone, James Caan com a Sonny Corleone, Robert Duvall com a Tom Hagen i Abe Vigoda com a Salvatore Tessio, sent l'absència més notable la de Al Pacino. A més, Mark Winegardner, autor de la novel·la The Godfather Returns, va col·laborar amb l'edició de la història i creant el món fictici del Padrí.
Electronic arts (EA) va anunciar el 2005 que els jugadors crearien els seus propis mafiosos, modificant les seves característiques i constitució físiques i vestuari usant un meticulós programa anomenat MobFace. També, el joc no és del tipus tradicional de missions, sinó més obert, en un enorme Nova York estil dels 50, i sense estil de joc linear (com els jocs de la franquícia Grand Theft Auto). EA també va crear el sistema de control Black Hand (Mà Negra) per a la manera de pressionar i extorquir als propietaris de negocis. Usant els controls analògics, el jugador té una ampla gamma de mètodes per a assolir els seus objectius, incloent-hi copejar, colpejar, donar cops de cap, escanyar, etc. EA ha llançat versions separades per al Nintendo Wii titulat The Godfather: Blackhand Edition, per la Playstation 3 The Godfather: The Don's Edition que inclou el Corleone Expansion Pack.
El joc comparteix similituds amb la saga de Grand Theft Auto i Mafia.

## Jugabilitat

L'Aldo Trapani pels carrers de Nova York

El videojoc consisteix a completar les divuit missions de l'argument mentre que també es realitzen diverses missions secundàries com apoderar-se de les residències, fàbriques i negocis de les famílies rivals. Les missions de l'argument segueixen la línia de la primera pel·lícula, començant amb el reclutament del jugador amb en Luca Brasi després de la mort de Connie Corleone i acaba amb el bateig del fill de Michael Corleone mentre que el jugador pren un rol instrumental mentre lluita per matar els caps de les famílies rivals. De manera semblant, el jugador ha d'aguantar els atacs de les famílies rivals i s'incrementarà o disminuirà el nivell de vendetta a mesura que es vagi aconseguint fites com atacar els gàngsters i aconseguir negocis.
El jugador pot augmentar els seus punts d'experiència, representats al videojoc com a "Respecte". Aquest nivell pot augmentar a mesura que s'acaben les missions principals o superant també les secundàries a través dels personatges repartits per tot el mapa. Quan el jugador augmenta el seu nivell de "Respecte" les seves habilitats augmentaran com la salut, la velocitat, la lluita i també la millora del tir.
Una gran part dels objectius del videojoc és aconseguir negocis, molts d'ells il·legals (situats darrere d'un negoci), residències, fàbriques i ports. Cada família té algun territori on es massifica tots els negocis en possessió, com a Little Italy, Brooklyn, Midtown, Hell's Kitchen i Nova Jersey. El jugador pot aconseguir un negoci xerrant amb el propietari subornant-li amb diners i, si no ho accepta, el jugador ha de prendre mesures dràstiques per subornar-lo, com donar-li cops, disparar enlaire o fer malbé el local. Hi ha un nivell de respecte pels negocis, si n'hi ha molt, els propietaris acceptaran ràpid el suborn.
L'objectiu principal, a part de superar-se tot l'argument del videojoc, és obtenir tots els negocis, locals, fàbriques i els locals il·legals per fer-se "Don de Nova York."

## Argument
El joc inicia quan el personatge principal (que per omissió es diu Aldo Trapani) testifica, sent un nen, l'assassinat del seu pare a mà dels Barzinis, els rivals dels Corleone el 1936. Don Vito Corleone conforta al nen, dient-li que quan creixi podrà venjar la mort del seu pare. Llavors, la història s'avança fins a 1945 amb l'escena de les noces on la mare d'Aldo li demana a Don Corleone que cuidi del seu fill. Lucca Brasi és enviat per a reclutar a Aldo i ensenyar-li les maneres de la Màfia. Aviat, Aldo és introduït a l'acció, extorquint negocis, prenent el control de negocis clandestins (coneguts en el joc com rackets) i executant objectius. Eventualment, el seu rang puja i gana respecte, trobant-se amb Tom Hagen, Sonny Corleone, Pete Clemenza, Salvatore Tessio i diversos personatges més a través del temps.
Essencialment, hi ha dues històries: els esdeveniments principals de la pel·lícula (amb el personatge fent les contribucions principals) i la història personal. A l'inici, Aldo fa tot des d'aconseguir la pistola per a Michael Corleone para matar a Sollozzo, fins a cuidar de Don Vito Corleone en l'hospital assassinant a diversos rivals durant el bateig. AL final, Aldo assassina a "Monk" Malone, enamora a Francis "Frankie" Malone i presa venjança de la seva mort, i assassina a Don Barzini en venjança per la mort del seu pare.
Encara acabades les missions de la història principal, el joc continua fins a convertir a Aldo en el Don de Nova York en 1955.

## Personatges
Aldo Trapani - És el protagonista del joc, el seu nom és generalment intercanviat per noi.
Lucca Brasi - Temible sicari de la família Corleone i lleial amic del Don. L'antic Don volia que Lucca s'infiltrés en la "família" Tattaglia i així fer d'espia. L'intent va ser un fracàs, així Sollozo i Bruno Tattaglia van assassinar en Lucca i el van manar a "dormir amb els peixos"
Paulie Gatto - Guardaespatlles del Don, qui després el traeix.
Monk Malone - Germà de Frankie i amic d'Aldo, acaba traint a la família. És assassinat per Aldo.
Salvatore Tessio - Capo de Don Corleone. Al final del joc volia vendre a Michael als Barzini, la qual cosa va resultar un fracàs i va ser assassinat per l'Aldo.
Peter Clemenza - Capo del Don, partirà per a formar la seva pròpia família, assassí de Don Straccie.
Santino Corleone - Fill major i brutal del Don i hereu de la família fins que és assassinat.
Michael Corleone - Segon fill del Don, hereu de la família i assassí de Sollozzo.
Frankie Malone - La xicota de l'Aldo i germana de Monk, és assassinada per Bruno Tattaglia.
Vito Corleone - Don de la família.
Tom Hagen - Germà adoptiu dels Corleone, després és Consigliere de Don Vito Corleone.
Willie Cici - Sicari de Don Corleone, assassí de Don Cuneo.
Rocco Lampone - Sicari de Don Corleone i amic d'Aldo.
Virgil Sollozzo - Amb el malnom de "El Turc". Important contrabandista de drogues (especialment l'heroïna) dels Tattaglia).
Joe Galtosino - Policia corrupte de Little Italy.
Fredo Corleone - Segon fill de Vito Corleone. És el més maldestre de la resta dels seus germans. Té poc protagonisme en el joc, ja que solament apareix en la missió "El Don a mort" (en el qual tirotegen a Don Corleone i has de seguir l'ambulància que el duu a l'hospital)

## Nivells de personatge
Mentre el jugador avança en el videojoc, és promogut a un nivell més alt dintre de la família Corleone.
- Extern (Outsider) - Treballa per una quota i no hi ha lleialtat cap a l'organització. Ocasionalment, es pot escollir entre oferir els seus serveis a només una família amb l'esperança de pujar de rang dintre d'aquesta. El subrang de Reforç s'obté quan el jugador coneix a Tom Hagen en el caserna dels Corleone.
- Associat - No són membres formals de l'organització, però se'ls confia més que als Externs. Les persones de nacionalitat diferent a la italiana no van més enllà d'aquest rang. En el joc, el jugador obté aquest rang després d'algunes missions on coneix a Tom Hagen i Sonny Corleone.
- Soldat - Són membres de la família i només poden ser d'ascendència italiana. Quan existeix oportunitat, un Capo recomana a un associat en convertir-se en el nou membre, el Don és qui decideix. Generalment, el nou membre es queda en l'equip del Capo que ho va recomanar.
- Capo - Contracció de caporegime. Encapçala als grups de Soldats. Reporten directament al Do i actuen com a intermediaris entre aquest i els Soldats.
- Segon o subcap (Underboss) - Generalment assignats pel don. Són considerats els capitans que estan a càrrec dels Capos i són controlats directament pel don. Usualment és el següent a prendre el lloc del Do quan aquest ja no pugui seguir en el seu càrrec. En el joc, aquest rang és aconseguit quan s'acaben totes les missions relacionades amb la història.
- Don - És el cap de la família. En el videojoc, aquest càrrec s'assoleix bombardejant totes les casernes rivals, sent un Segon.
- Don de Nova York - S'aconsegueix sent Don, tenint el control de tots els negocis (incloent-hi clandestins) i amb un 91,5% de joc completat. En assolir això, totes les famílies estan unificades sota la mateixa bandera, sense oposició.

## Famílies

La zona de Little Italy és el territori on comença el protagonista.

- Els Tattaglia - Dominen des de Brooklyn, són propietaris de gairebé tots els negocis d'aquesta zona. Don Philip Tattaglia encapçala a la família. Els Tattaglia són seriosos rivals dels Corleone perquè s'han expandit cap a Little Italy. Bruno Tattaglia és el següent en convertir-se en el Don de la família. Aquest té una aliança amb Virgil "El Turc" Sollozzo. El Consigliere dels Tattaglia és Freddie Nobile, i els segons al comandament són Bruno i Johnny Tattaglia.
- Els Cuneo - Dominen des de Hell's Kitchen. No són molt rics, només són propietaris d'uns quants negocis. Don Ottilio Cuneo encapçala la família. La seva Consigliere és Luciano Fabbri, i el segon al comandament és Marco Cuneo.
- Els Stracci - Segons el vídeo dels secrets de família, els Stracci són "pura fotuda maldat". Don Victor Stracci encapçala a la família. Dominen des de Nova Jersey. En el dia, la zona és tranquil·la, amb cases boniques i parcs bé cuidats, però en la nit, es torna molt perillós. Els Straccis són la família més cruel i viciosa. La seva Consigliere és Jack Fontana i el seu segon és Salvatore Stracci. Si et fiques amb els seus negocis no la prendran tranquil·lament, de fet, col·loquen barricades en certes zones per a fer emboscades.
- Els Barzini - Dominen des de Midtown, és la comunitat més rica de Nova York. Aquesta encapçalada per Don Emilio Barzini, qui mana amb mà de ferro. Aquest va ser qui va ordenar l'assassinat del pare d'Aldo. El seu Consigliere és Domenica Mazza, i el seu segon és Emilio Barzini Jr.
- Els Corleone - La família a la qual pertany Aldo. Alguna vegada la més poderosa, va ser creada per quatre immigrants italians a mitjans dels 1920: Don Vito Corleone, Peter Clemenza, Salvatore Tessio i Genco Abbandando. Les seves operacions són realitzades des de la Companyia Importadora d'Oli d'Oliva Genco i els seus mètodes d'extorsió van ser el model per dècades. La prosperitat dels Corleone radica en el seu enginy i naturalesa brutal, i Don Vito encara inspira respecte. No obstant això, la família s'ha enfrontat a les operacions de famílies rivals i ara només operen en una petita selecció de negocis, encara que pensen expandir-se a Las Vegas. Les seves operacions estan a Manhattan central, a Little Italy. En el joc apareixen molts membres de la família, incloent-hi a Vito Corleone, Sonny Corleone, Tom Hagen, Michael Corleone, Fredo Corleone, Salvatore Tessio, Pete Clemenza, Paulie Gatto, Rocco Lampone, AL Neri, Willie Cicci, Jaggy Jovino, Jimmy DeNunzio, Lucca Brasi, i "Monk" Malone.

## Crítica
Se sap que el director de la trilogia, Francis Ford Coppola, no va aprovar el llançament del videojoc. Coppola, va esmentar que sentia que només estaven fent diners del seu treball.
A pesar que es van esforçar per aconseguir les veus de la majoria dels actors, alguns senten que estan usats malament en el joc. Addicionalment, la veu de Marlon Brando només és usada en unes quantes escenes en el joc, i les parts de la mort del Padrí són poc esmentades. Existeixen especulacions que això va ser pel fet que els desenvolupadors van ser massa cautelosos amb la història. Al final del joc, quan el jugador es converteix en Don, no hi ha explicació de per què Michael Corleone ja no ho és.
També, hi ha una notable absència de la majoria dels personatges femenins de la pel·lícula. Carlo Rizzo, Connie Corleone, Kay Adams i Sandra Corleone estan gairebé absents i Carmella Corleone (germana de Vito) apareix com l'estereotip d'una anciana sota el nom de "Mama Corleone". Encara que l'absència d'aquests personatges és degut a problemes de drets d'autor.
En les versions originals (Xbox, PS2), no segueix l'estructura de "família" de la màfia. Després d'aconseguir la promoció a Don, la principal activitat del jugador segueix sent cometre assassinats i extorquir negocis. Sent que en la màfia, aquestes activitats no les desenvolupa algú que està en el cim de la jerarquia mafiosa. A més, la resta dels personatges continuen dirigint-se al jugador en un to inferior (segueixen anomenant-lo noi i donen ordres com: "surt d'aquí") i diuen frases com "Recorda't de mi quan siguis el Don". L'única manera d'evitar aquests problemes és acabar els assassinats per contracte, extorquir tots els negocis i explotar les caixes fortes, abans d'acabar les missions relacionades a la història.
Altres crítiques que han rebut aquestes versions són la poca quantitat d'armes i automòbils inclosos (són només 10 armes i 8 vehicles). I la repetició en els models dels negocis i habitants de Nova York.
Els resultats del GameRankings són:
- Blackhand Edition (Wii) - 77%[4]
- PS2 & Xbox - 77%[5]
- Xbox 360 - 77.4%[6]
- The Don's Edition (PS3) - 72%[7]

- Mob Wars (PSP) - 62%[8]

Les crítiques del Metacritic donen un resultat del 75/100 de la versió de PS2, 72/100 de la versió de Windows i 78/100 de la versió d'Xbox.

## Diferències en els esdeveniments i curiositats
- La reunió de Lucca Brasi i Vito Corleone en les noces va ser lleugerament estesa perquè el Don li comunicarà el reclutament de Trapani.
- Trapani s'uneix a Paulie Gatto i Monk Malone per "ensenyar una lliçó" a uns nois que havien lesionat a la filla del propietari de la funerària.
- Es van invertir els esdeveniments de l'intent d'assassinat de Vito Corleone i la decapitació del cavall de Woltz.
- Trapani testifica l'assassinat de Lucca Brasi i presa venjança dels assassins.
- Trapani i Fredo Corleone condueixen en Vito a l'hospital (l'escena on plora Vito va ser remoguda del joc).
- Trapani s'uneix a Tom Hagen i Rocco Lampone per a decapitar el cavall de Woltz i dur-lo al seu llit.
- Trapani protegeix a Vito Corleone en l'hospital (essencialment substituint a Enzo).
- En comptes que Paulie sigui assassinat per Rocco Lampone en l'acte després que Clemenza sali a orinar, Paulie corre, forçant a Trapani a perseguir-lo i matar-lo en una construcció abandonada. Rocco apareix després per a portar un acte on fugir.
- Trapani persegueix als assassins de Sonny Corleone.
- Trapani és el responsable de plantar la pistola i evacuar a Michael després d'assassinar Sollozzo i al Capità McClusky.
- Trapani ajuda a assassinar Tessio abans d'assassinar als capos líders, mentre que en la pel·lícula Tessio és assassinat després.
- Trapani assassina a Bruno Tattaglia per venjança personal. La qual cosa és un error temporal: Segons la pel·lícula, Bruno Tattaglia mor poc després de l'atac al Don i molt abans que es recuperés.
- Per a l'assassinat dels capos capdavanters, Trapani ho fa per al bé de la història del joc, havent alguns canvis:
  - Trapani assassina a Don Cuneo, en comptes de Willie Cicci.
  - Trapani assassina a Don Tattaglia. Tattaglia ja sabia que ho anaven a assassinar, i estava amb una prostituta en comptes d'estar en el llit amb ella.
  - Trapani té l'opció d'assassinar Don Barzini, en comptes del Neri, per a poder venjar la mort del seu pare.
  - Aldo té l'opció d'assassinar Don Victor Stracci en l'ascensor en el lloc de Clemenza
- Després que els Dons són assassinats, Trapani procedeix a destruir les casernes dels 4 famílies rivals, destruint totalment els seus negocis, després de la qual cosa es converteix en el Don dels Corleone. Tom Hagen és el qual flama a Trapani para "discutir el seu futur".
- Es va haver d'editar una mica del contingut sexual i violent del film per a poder obtenir la classificació de "M" de la ESRB.

## Altres versions

### Versió per Xbox 360
La versió per l'Xbox 360 va ser llançada el 19 de setembre del 2006. Aquest versió té noves característiques que les versió anterior de PlayStation 2 i aquí n'esmentem algunes d'elles:
- Els gràfics han sigut millorats, aquesta vegada incloent més matisos, sobre el detall de la ciutat. També, les llums i ombres en els edificis i els cotxes.
- Hi ha una història amb missions addicional que hi era en la pel·lícula però no en el videojoc de la versió de PS2.
- El clima ha sigut millorat amb l'afegiment de pluja, boira, etc. per donar més realisme.
- Hi ha una nova opció anomenada "Crew" que dona al jugador ajut de la família en el videojoc quan el jugador ho necessiti.
- Abans no hi havia la possibilitat de lluitar en certes situacions diferents amb els policies (p. ex., les guerres entre màfies, assalts a famílies rivals, etc.)
- També hi ha la possibilitat de robar els diners de camions i escapar.

### Versió per PSP
Es va llançar una versió per la Sony PlayStation Portable, anomenada The Godfather: Mob Wars. A diferència dels videojocs de consola, Mob Wars no té la característica dels entorns lliures. En canvi, el videojoc es limita a fer una sèrie de missions relacionades amb l'argument al voltant d'Aldo Trapani. Tanmateix, Mob Wars inclou un mode d'estratègia per torns amb el propòsit de controlar tota la Ciutat de Nova York neutralitzant les famílies rivals, completant ordres i fent missions en temps real. A la versió portàtil del videojoc també li
falta la secció sencera de conducció, el qual durant les missions, hi ha seqüències de conducció que són substituïdes per escenes cinemàtiques (que no és el cas en les altres versions del videojoc).

### Versió per a Wii
La versió per la Wii, titulada The Godfather: Blackhand Edition, va ser desenvolupada amb la versió de la PS3 i es va llançar el 20 de març del 2007. Millorat a la versió per Xbox 360, inclou nous controls dissenyats per a ser utilitzats amb la Wii Remote. Ara que pot funcionar amb l'indicador del Wii Remote, permet fer més danys en llocs difícils de fer amb un altre comandament, encara que l'opció puny a sobre no hi és. El combat Melee es maneja utilitzant el Wii-mote i el Nunchuk, com per exemple donar cops amb un bat de beisbol, o tirar un còctel Molotov. També, un cop que el jugador ha pres el control d'un personatge no jugable (NPC), fent una acció de perforació amb el Wii-mote i Chuck resultarà que es podrà fer nombrosos estils de cops de punys al videojoc, també s'hi es prem ràpidament els controls farà que el jugador caigui, i portant el controlador fora de la pantalla ocasionarà una bóta de cap.

### Versió per PS3
La versió per la Sony PS3, anomenada The Godfather: The Don's Edition, és molt similar a la versió de la Wii (amb 4 homes d'ajudants i batalles en l'última planta) i millora a l'edició de l'Xbox 360, pels millors gràfics que es mostren, una gran ciutat amb locals addicionals, control interactiu, i a més, la possibilitat d'utilitzar el SIXAXIS com a sensor dels controls. Mentre que els moviments disponibles són menys que els disponibles en versió Wii, els jugadors poden utilitzar SIXAXIS per empènyer gent i realitzar moviments d'execució especials. Tanmateix, a diferència de Wii, aquests moviments són de poca durada i no dona gaire importància.
A més a més, l'edició per PS3 té dos espais de la ciutat addicionals, un vaixell de càrrega i un pati de trens, que serveix com centre de transport, utilitzant aquests escenaris, les noves missions, donades per un sergent de policia corrupte.